# 杨村街道
杨村街道为武清区政府驻地，是武清政治、经济、文化、科技、交通的中心。
2020年7月，全国爱卫会命名杨村街道为2017-2019周期国家卫生乡镇。

## 行政区划
杨村街道下辖以下地区：
文华巷社区、团结路社区、胜利路社区、南楼社区、站北路社区、育才南里社区、友谊里社区、东旺巷社区、王庄村、小东庄村、一街村、二街村、三街村、四街村、楼前村和上朱庄下园社区。

## 交通
杨村地处津京之要冲，京杭大运河穿城而过。城区北距首都北京市区75千米，南距天津市区25千米，东距天津新港71千米，西距廊坊市40千米。 103国道、 104国道穿城而过， 京津塘高速、 京沪高速、京津（北线）高速公路均在城区附近设有出口。京津城铁武清站也座落在城区南缘。